# FS1 (австрійський телемовник)
FS1 (або FS1 – вільне телебачення Зальцбурга, “еф-ес-айнс”) – некомерційний телемовник у місті Зальцбург (Австрія), третє австрійське некомерційне телебачення після віденського мовника Okto і лінцського мовника Dorf. За власним визначенням, FS1 є мовником з повною цілодобовою програмою (на противагу спеціальному телемовленню).

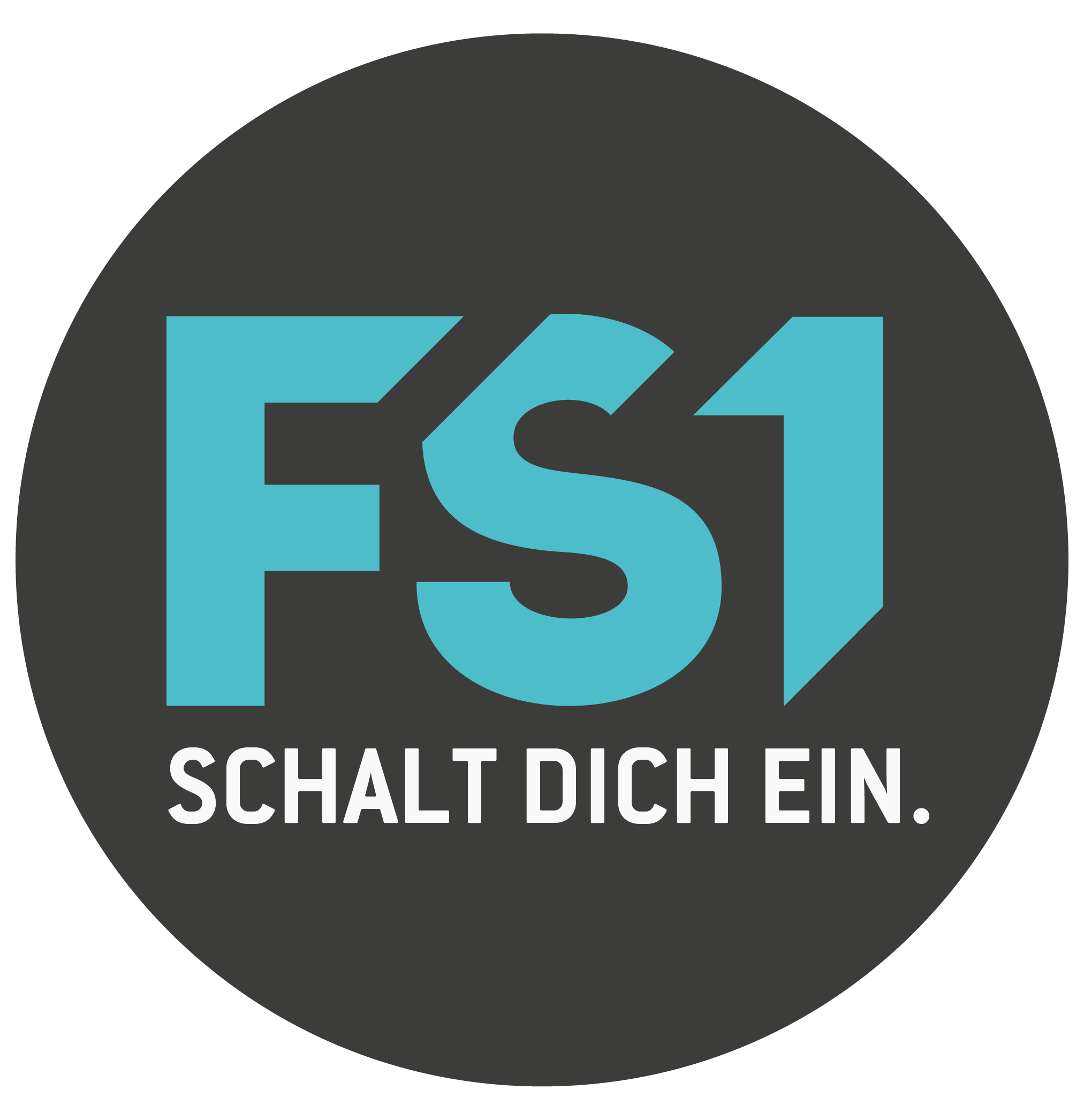

## Історія
FS1 був створений за сприяння Радіофабрики, вільного радіо Зальцбурга, і офіційно представлений широкому загалу 2009 року. Основою для створення стала законодавча ініціатива Фонду некомерційного радіо- і телемовлення (NKRF) Австрійської Республіки, яка регулюється управлінням радіо- і телемовлення (RTR) і була впроваджена у 2010 році. Ця ініціатива послужила фінансовим підгрунтям для становлення громадського телебачення в Австрії. Інститут медіаосвіти (IMB) першим підтримав діяльність FS1, пізніше долучилась асоціація культурних організацій Зальцбурга (DSK). Переважна більшість громадської спільноти Зальцбурга схвалила цей проект. 
Ідейні натхненники FS1, Альф Альтендорф (раніше працював на TIV, задіяний в становленні телеканалу Okto) і Маркус Вайсгайтінґер-Герман (співробітник закритого нині Інституту медіаосвіти), стали його керівниками. Керівник DSK Томас Рандісек активно підтримував нову телеплатформу. Тоді ж з’явилась і спонсорська асоціація.
Місто і федеральна земля Зальцбург не спішили задовільняти запит FS1 на фінансову підтримку, посилаючись на банкрутство каналів комерційного телемовлення, як-от Salzburg TV, Jedermann TV та Salzburg Plus.
Після цього почалась гаряча дискусія стосовно місцевої медіаполітики. У другій половині 2011 року FS1 повернув ґранти, надані RTR у зв’язку з нестачею федерального фінансування і пов’язаними з цим фінансовими ризиками. Культурний комітет міста Зальцбург схвалив часткове фінансування FS1 наприкінці 2011. Внаслідок конфліктів молодіжні організації akzente і Spektrum вийшли зі спонсорської асоціації. 
У грудні 2011 року консорціум, членами якого стали Радіофабрика, DSK та IMB, вирішив утілити проект FS1 у життя, попри супротив місцевої влади, і запланував старт мовлення на 2012 рік.

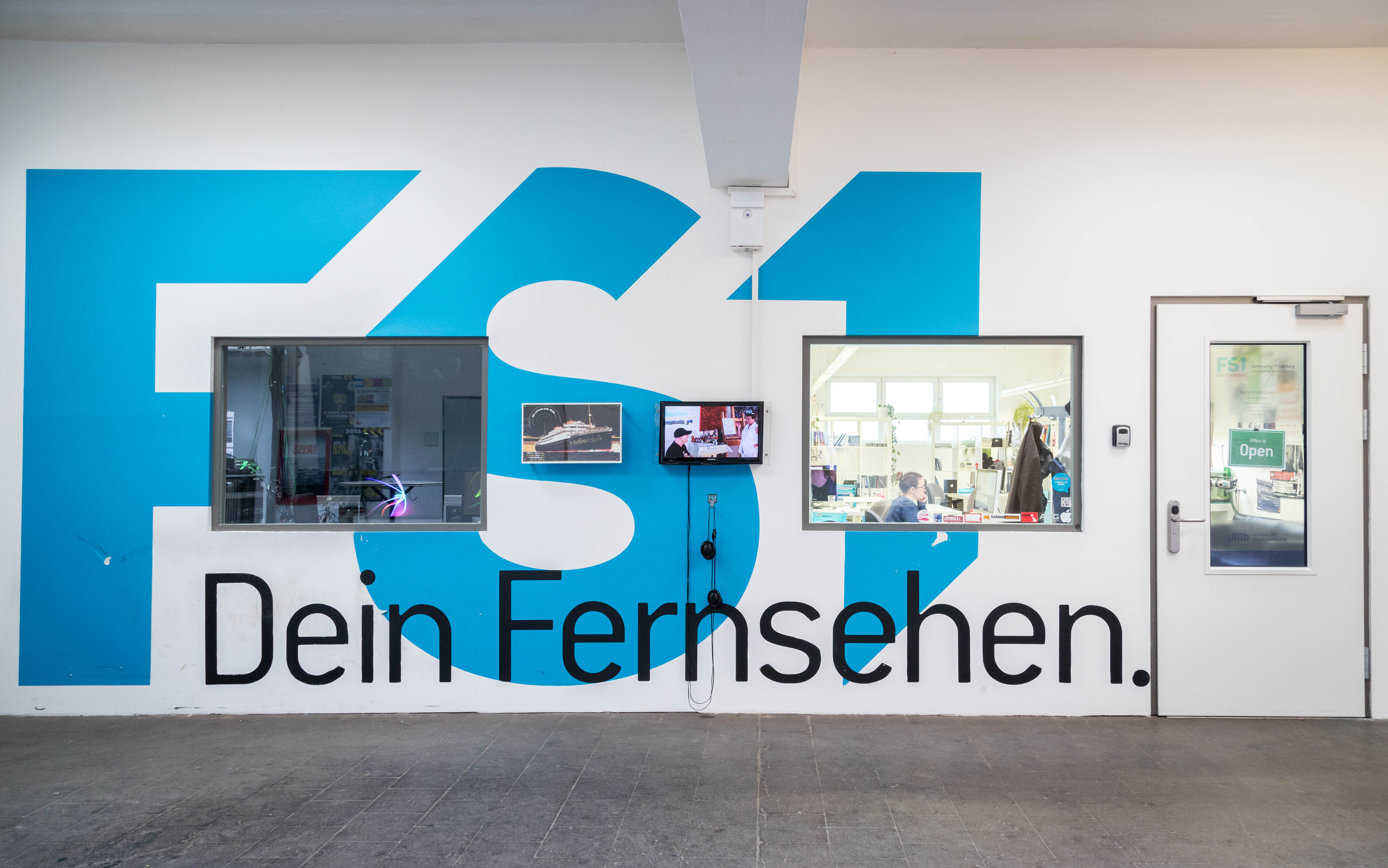
Офіс і студія FS1 у культурному осередку Kunstquartier (2018)

16 лютого 2012 року в прямому ефірі кабельної мережі Salzburg AG розпочалося мовлення каналу FS1. 
З квітня 2012 року федеральна земля Зальцбург спонсорує діяльність FS1.
У травні 2012 спонсорська асоціація FS1 змінила форму власності на неприбуткову організацію. Власниками організації стали Радіофабрика, IMB, DSK, нова асоціація авторів передач та засновники проекту. 

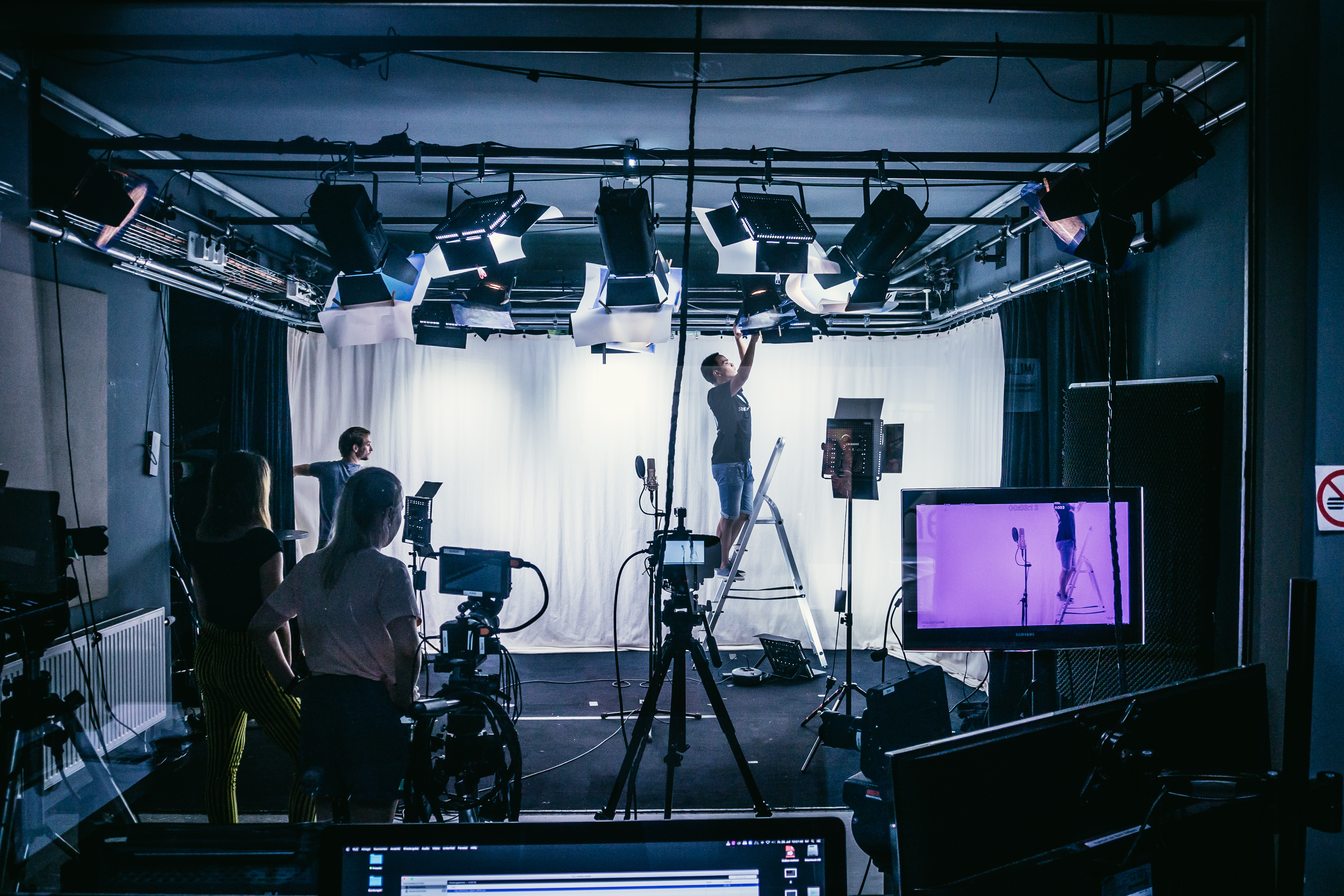
Студія FS1 (2019)

Нова студія на вул. Берґштрасе відкрилась у червні 2012 року.
Від грудня 2012 року і дотепер інфраструктурою мовника керує дочірнє підприємство “FS1 Insrastruktur Gesmbh”. 
У 2014 році FS1 разом із Радіофабрикою започаткував щорічну конференцію Civilmedia.
Наприкінці 2014 року FS1 почав мовлення у HD і транслюється також і в мережі A1.TV.

## Програма
Австрійське управління комунікацій  KommAustria вбачає FS1 як громадське телебачення (Community TV), згідно з визначенням Фонду некомерційного радіо- і телемовлення (NKRF). Передумовою спонсорської підтримки є дотримання норм NKRF і свідоме зобов’язання створювати і формувати програму у відповідності з Хартією про громадське телебачення в Австрії Австрійської асоціації громадських телемовників.
У програмі FS1 не передбачено місця для реклами. Передачі створюються мешканцями Зальцбурга й організаціями-представниками громадянського суспільства, а тоді координуються і транслюються телестанцією. Що стосується змістового наповнення, то перевагу мають культурні, мистецькі, молодіжні, соціальні та освітні теми. Автори передач отримують знання та навички, необхідні для створення контенту, на власних освітніх заходах FS1 (FS1-Academy).
Також мовник ретранслює американську програму Democracy Now.

## Проекти
FS1 розробляє мережеві (нетворкінг), медіаосвітні та кіноіндустріальні проекти.
- Civilmedia, конференція у партнерстві з Радіофабрикою (з 2014)
- Medienwerkstatt Salzburg[12], програма семінарів з медіаосвіти у партнерстві з Радіофабрикою, кінотеатром DasKino та ін. (з 2019)
- filmedition:online Salzburg[13], презентація зальцбурзького кінодоробку в партнерстві із містом та федеральною землею Зальцбург (з 2012)

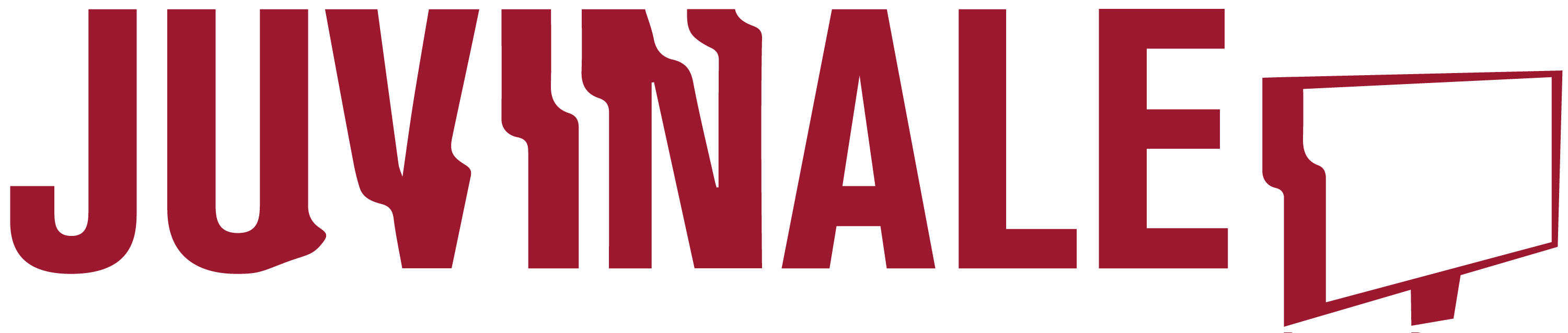
Логотип фестивалю Juvinale (2017)

### Juvinale
Після того, як фестиваль Diagonale перенесли до австрійського міста Ґрац у 1998, Зальцбурґ тривалий час не мав власного кінофестивалю. Міжнародний молодіжний кінофестиваль Juvinale був задуманий як платформа для показу молодих режисерів і відбувається раз на два роки з 2017. Партнерами фестивалю виступають місто та федеральна земля Зальцбург, а також зальцбурзька Палата економіки.

## Організація
Власником і медіавидавцем є некомерційна організація Community TV Salzburg BetriebsgesmbH. Компаньонами виступають асоціація авторів передач, вільне радіо Радіофабрика, IMB, DSK та ряд фізичних осіб. У вересні 2018 організації ARGEkultur Salzburg і Lebenshilfe перейняли частку IMB.
Завдяки участі авторів передач у структурі власності FS1 може вважатися першим в Австрії демократичним телебаченням.

### Фінансування
Компанія фінансується за рахунок державних грантів та власних доходів.

## Зона покриття
З 16 лютого 2012 року FS1 транслює через DVB-C у кабельній мережі Salzburg AG, що доступна у федеральній землі Зальцбурґ, місті-громаді Шладмінґ і мікрорегіоні Аусзеєрланд. Мовник також транслює програму наживо в форматі симулькасту (одночасне мовлення на кількох носіях). 
З січня 2017 року FS1 транслює в мережі IPTV кабельного телебачення A1 (A1 Telekom Austria).

## Партнерства
FS1 є членом асоціації культурних організацій Зальцбурга (DSK), австрійської культурної групи інтересів (IG Kultur Österreich), австрійської асоціації громадських телемовників (VCFÖ), європейського форуму громадських медіа (CMFE)  та інституту громадських медіа (COMMIT).